# Muay Thái tại Đại hội Thể thao Đông Nam Á 2021
Muay Thái là một trong những môn thể thao được tranh tài tại Đại hội Thể thao Đông Nam Á 2021 ở Việt Nam. Môn Muay Thái của SEA Games 31 khởi tranh từ ngày 17/5 và khép lại vào ngày 22/5. Tất cả các trận đấu đều diễn ra tại Nhà thi đấu tỉnh Vĩnh Phúc.

## Nội dung thi đấu
Môn Muay Thái tại SEA Games 31 bao gồm tổng cộng 11 nội dung: thi đấu và biểu diễn (Waikru Mai Muay).
Các nội dung thi đấu được chia theo hạng cân. Có 5 nội dung thi đấu dành cho nam và 5 nội dung thi đấu dành cho nữ, cụ thể: 
- Nam: 54kg, 57kg, 60kg, 63.5kg và 81kg

- Nữ: 48kg, 51kg, 54kg, 60kg và 63.5kg

- Nội dung biểu diễn chỉ dành cho các võ sĩ nữ.

## Chương trình thi đấu
Môn Muay Thái tại SEA Games 31 khởi tranh từ ngày 17/5 và thi đấu liền trong 6 ngày. Tới ngày 22/5, môn võ xuất hiện lần đầu tại SEA Games vào năm 2005 này chính thức khép lại.
| Ngày  | Giờ           | Nội dung | Ghi chú                                               |
| ----- | ------------- | -------- | ----------------------------------------------------- |
| 17/05 | 14:00 - 18:00 | Nam / Nữ | Chung kết nội dung Wairu Mai Muay Vòng loại đối kháng |
| 18/05 | 14:00 - 18:00 | Nam / Nữ | Vòng loại đối kháng                                   |
| 19/05 | 14:00 - 18:00 | Nam / Nữ | Vòng loại đối kháng                                   |
| 20/05 | 14:00 - 18:00 | Nam / Nữ | Tứ kết nội dung đối kháng                             |
| 21/05 | 14:00 - 18:00 | Nam / Nữ | Bán kết nội dung đối kháng                            |
| 22/05 | 14:00 - 18:00 | Nam / Nữ | Chung kết nội dung đối kháng                          |

## Bảng huy chương
| Hạng               | Đoàn               | Vàng | Bạc | Đồng | Tổng số |
| ------------------ | ------------------ | ---- | --- | ---- | ------- |
| 1                  | Việt Nam           | 4    | 6   | 1    | 11      |
| 2                  | Thái Lan           | 3    | 4   | 4    | 11      |
| 3                  | Philippines        | 2    | 0   | 5    | 7       |
| 4                  | Malaysia           | 1    | 1   | 0    | 2       |
| 5                  | Campuchia          | 1    | 0   | 6    | 7       |
| 6                  | Lào                | 0    | 0   | 4    | 4       |
| 7                  | Singapore          | 0    | 0   | 1    | 1       |
| Tổng số (7 đơn vị) | Tổng số (7 đơn vị) | 11   | 11  | 21   | 43      |

## Danh sách huy chương

### Waikru
| Nội dung | Vàng                                                       | Bạc                                                 | Đồng                                             |
| -------- | ---------------------------------------------------------- | --------------------------------------------------- | ------------------------------------------------ |
| Nữ       | Philippines · Richein Yosorez · Islay Erika Bomogao Asiong | Việt Nam · Phạm Thị Diễm Trang · Phạm Thị Bích Liễu | Thái Lan · Mawadee Heetnoo · Thanawan Thongduang |

### Nam
| Nội dung | Vàng                                    | Bạc                             | Đồng                                      |
| -------- | --------------------------------------- | ------------------------------- | ----------------------------------------- |
| 54 kg    | Ahmad Nor Iman Aliff Rakib · Malaysia   | Huỳnh Hoàng Phi · Việt Nam      | Ariel Lee Lampacan Biadno · Philippines   |
| 54 kg    | Ahmad Nor Iman Aliff Rakib · Malaysia   | Huỳnh Hoàng Phi · Việt Nam      | Sakchai Chamchit · Thái Lan               |
| 57 kg    | Phillip Deploma Delarmino · Philippines | Nguyễn Doãn Long · Việt Nam     | Chainarong Yawanophat · Thái Lan          |
| 57 kg    | Phillip Deploma Delarmino · Philippines | Nguyễn Doãn Long · Việt Nam     | Kay Netnouvong · Lào                      |
| 60 kg    | Nguyễn Trần Duy Nhất · Việt Nam         | Chonlawit Preedasak · Thái Lan  | Fritz Aldin Biagtan Carnaje · Philippines |
| 60 kg    | Nguyễn Trần Duy Nhất · Việt Nam         | Chonlawit Preedasak · Thái Lan  | Bora Khun · Campuchia                     |
| 63.5 kg  | Prearith Pao · Campuchia                | Trương Cao Minh Phát · Việt Nam | Noy Huksamueang · Lào                     |
| 63.5 kg  | Prearith Pao · Campuchia                | Trương Cao Minh Phát · Việt Nam | Norapat Khundam · Thái Lan                |
| 81 kg    | Thotsaphon Saophanao · Thái Lan         | Trương Quốc Hùng · Việt Nam     | Prom Samnang · Campuchia                  |
| 81 kg    | Thotsaphon Saophanao · Thái Lan         | Trương Quốc Hùng · Việt Nam     | Mauro Francesco Lumba Perez · Philippines |

### Nữ
| Nội dung | Vàng                             | Bạc                               | Đồng                                       |
| -------- | -------------------------------- | --------------------------------- | ------------------------------------------ |
| 48 kg    | Kullanat Aonok · Thái Lan        | Huỳnh Hà Hữu Hiếu · Việt Nam      | Wei Ying Cheryl Gwa · Singapore            |
| 48 kg    | Kullanat Aonok · Thái Lan        | Huỳnh Hà Hữu Hiếu · Việt Nam      | Rudzma Abubakar Solina · Philippines       |
| 51 kg    | Wansawang Srila-or · Thái Lan    | Nur Amisha Azrilrizal · Malaysia  | Soeng Moeuy · Campuchia                    |
| 51 kg    | Wansawang Srila-or · Thái Lan    | Nur Amisha Azrilrizal · Malaysia  | Triệu Thị Phương Thúy · Việt Nam           |
| 54 kg    | Bùi Yến Ly · Việt Nam            | Ruchira Wongsriwo · Thái Lan      | Lu Soukhaseum · Lào                        |
| 54 kg    | Bùi Yến Ly · Việt Nam            | Ruchira Wongsriwo · Thái Lan      | Sreychayy Vy · Campuchia                   |
| 60 kg    | Bàng Thị Mai · Việt Nam          | Sirisopa Sirisak · Thái Lan       | Sreyphin Tuon · Campuchia                  |
| 60 kg    | Bàng Thị Mai · Việt Nam          | Sirisopa Sirisak · Thái Lan       | April Joy La Madrid Pongchad · Philippines |
| 63.5 kg  | Nguyễn Thị Phương Hậu · Việt Nam | Kaewrudee Kamtakrapoom · Thái Lan | Samnang Sam · Campuchia                    |
| 63.5 kg  | Nguyễn Thị Phương Hậu · Việt Nam | Kaewrudee Kamtakrapoom · Thái Lan | Vilatda Bhopphavanh · Lào                  |